# Kazimír Gajdoš
Kazimír Gajdoš est un footballeur tchécoslovaque né le 28 mars 1934 à Brusno en Tchécoslovaquie et mort le 8 novembre 2016 à Bratislava en Slovaquie. Il évoluait au poste d'attaquant.

## Biographie
Kazimír Gajdoš reçoit 4 sélections en équipe de Tchécoslovaquie lors de l'année 1957.
Il joue son premier match en équipe nationale le 18 mai 1957 contre la Yougoslavie et son dernier le 13 octobre 1957 contre l'Autriche.
Il fait partie du groupe tchécoslovaque lors des Coupes du monde 1954 et 1958 (sans jouer de matchs lors des phases finales de ces compétitions). Il joue toutefois deux matchs comptant pour les tours préliminaires de la Coupe du monde 1958.

## Carrière
- FC Tatran Prešov
- Červená Hviezda

## Palmarès
Avec la Tchécoslovaquie :
- Vainqueur de la Coupe internationale 1955-1960